# Helena d'Abancourt de Franqueville
 (avril 2023).
Helena d'Abancourt de Francqueville, née le 26 février 1874 à Vienne, morte le 16 novembre 1942 à Cracovie est une historienne de l'art et militante polonaise, ayant notamment travaillé comme bibliothécaire de l'Académie polonaise des arts et sciences.

## Biographie
Helena d'Abancourt de Franqueville est née dans la capitale autrichienne d'une famille polonaise d'origine française établie en Galicie (Pologne autrichienne) : son arrière-grand-père était le neveu du dernier ministre de la Guerre nommé par Louis XVI, son oncle, son père et son frère ont eu une part notable dans la vie publique polonaise.
Elle a suivi des cours d'histoire et d'histoire de l'art, ainsi que de peinture et de dessin à Cracovie et à Lwów. Elle travaille ensuite au Musée national de Cracovie avant de faire carrière à la bibliothèque de l'Académie polonaise des arts et sciences (PAU) dont elle assure la direction de 1920 à sa retraite.
Elle s'occupe particulièrement des échanges de publications avec les pays étrangers ainsi que du département d'information bibliographique. Polyglotte, elle s'occupe de la traductions de textes étrangers pour les besoins de la Bibliothèque et pour des publications (elle parlait couramment plusieurs langues) et de la formation des collaborateurs. Elle effectue des stages dans plusieurs bibliothèques d'Europe occidentale et suit des cours en bibliothéconomie à l'Université Jagellonne. À partir de 1933, elle participe aux travaux de la Commission d'histoire de l'art de l'Académie polonaise des arts et des sciences. Elle prend sa retraite en 1939, vit à Lwów pendant un an, mais revient à Cracovie dès 1940 ; elle y meurt en novembre 1942. Elle a légué sa collection - notamment 70 estampes - à la bibliothèque de PAU.

## Engagements publics
Dès la Première Guerre mondiale, elle milite dans la section de Cracovie de la Ligue des femmes de Galicie et de Silésie (pl) et est membre du Conseil d'administration de la Ligue (1917-1918). Elle aide les membres des Légions polonaises et soigne les blessés. Elle collabore avec le périodique commun des ligues des femmes du Royaume (Pologne russe, occupée pendant la guerre par l'Allemagne et l'Autriche) et de Galicie (Pologne autrichienne) Na Posterunku. Membre de l'Union pour l'égalité des femmes, elle est la fondatrice du « Comité féminin de défense de Lwów et des confins orientaux ».
Dans l'entre-deux-guerres, elle continue à militer dans les organisations de femmes de Cracovie (elle est cofondatrice du Club politique des femmes progressistes ainsi qu'à des organisations liées à la bibliothéconomie et aux livres. Elle appartient entre autres à la Société des Bibliophiles, au Club des collectionneurs d'Ex-libris, etc. Au nom de la section de Cracovie de l'Union des bibliothécaires polonais, dont elle est trésorière en 1926-1927, elle est deux fois déléguée aux congrès nationaux (1928, 1929). Elle assure également des cours et des conférences pour bibliothécaires organisés par l'école populaire (Towarzystwo Szkoły Ludowej). Elle est également membre de l'Association des intellectuels, de l'Association des écrivains et artistes, de l'Association des historiens d'art, de l'Association des amis du Musée national de Cracovie (présidente de 1912 à 1918), de la Fédération internationale des femmes diplômées des universités (FIFDU).

## Réalisations
Elle est l'auteur d'articles sur l'histoire de l'art, la littérature, la bibliothéconomie et la bibliophilie, publiés en polonais et en français. Elle a également effectué des traductions du français dans ces domaines (comme La Peinture anglaise contemporaine de Robert de la Sizeranne, 1901). Elle a traduit des œuvres littéraires, notamment d'Ivo Vojnović et Romain Rolland.

### Principales publications
- Dubrownik – Raguza wczoraj i dziś (Dubrovnik - Raguse hier et aujourd'hui) (1904)
- Katalog zabytków wieku XVIII Muzeum Narodowego w Krakowie (Catalogue des pièces du XVIIIe siècle du Musée National de Cracovie) (1906)
- Linia i plama w malarstwie (La ligne et la tache dans la peinture) (1911)
- Katalog wystawy obrazów ks. Moszyńskiego (Catalogue de l'exposition du P. Moszyński) (1916)
- Kraków i okolice (Cracovie et ses environs) (1924),
- « L'Échange international de publications » dans "Przegląd Współczesny" (1927),
- Grafika książkowa Józefa Mehoffera na tle prądów współczesnych (Le livre graphique de Józef Mehoffer sur fond des tendances contemporaines) (1929) (Mehoffer a peint son portrait en 1898),
- Witraże w sztuce religijnej polskiej (Le Vitrail dans l'art religieux polonais) (1932).

Dans le volume I du Dictionnaire biographique polonais (1935), Helena d'Abancourt de Franqueville écrit les biographies des membres de sa famille, son oncle Karol (1811-1849), son père Franciszek Ksawery (1815-1892) et son frère Karol (1851-1913).